# Evelyn Otto
Evelyn Ikelau Otto (* 24. März 1989 in Suva, Fidschi) ist eine ehemalige palauische Schwimmerin.

## Karriere
Evelyn Otto belegte bei den Olympischen Sommerspielen 2004 in Athen im Wettkampf über 100 m Freistil den 70. Rang. Bei der Abschlussfeier war sie Fahnenträgerin der palauischen Mannschaft.
Bereits ein Jahr zuvor war sie bei den Weltmeisterschaften über 50 und 100 Meter Freistil gestartet.